# Cmentarz wojenny nr 56 – Smerekowiec
Cmentarz wojenny nr 56 – Smerekowiec – cmentarz z I wojny światowej, zaprojektowany przez Dušana Jurkoviča znajdujący się we wsi Smerekowiec w powiecie gorlickim, w gminie Uście Gorlickie. Jeden z ponad 400 zachodniogalicyjskich cmentarzy wojennych zbudowanych przez Oddział Grobów Wojennych C. i K. Komendantury Wojskowej w Krakowie.
Cmentarz położony jest przy drodze Bieniówka – Smerekowiec, przed dojazdem do Smerekowca, usytuowany jest z prawej strony drogi. Cmentarz sąsiaduje z cmentarzem parafialnym. Zajmuje powierzchnię około 177 m². Otoczony jest kamiennym murem, ma kształt owalu wychodzącego na niewielką dolinkę. Po remoncie dokonanym w 2004 roku krzyże na grobach mają kształt podobny do oryginalnych. Na większości z nich znajdują się emaliowane tabliczki z nazwiskami pochowanych i ich przynależności do jednostek.
Na cmentarzu jest pochowanych 23 żołnierzy w trzech grobach zbiorowych oraz 11 pojedynczych, poległych w okresie styczeń-kwiecień 1915 roku:
- 1 Rosjanin,
- 22 Austriaków m.in. z 1 LIR, 10 LIR, 24 LIR, 25 LIR, 53 IR, 55 IR, 59 IR, 4 Pułku Haubic Polowych Austro-Węgier, 3 Pułku Huzarów Honwedu Austro-Węgier.

Na cokole krzyża centralnego umieszczona została inskrypcja w języku niemieckim:
| WIR WAREN EIN ATEMZUG DER MILIONEN DIE DAS VATERLAND GERETTET HABEN | BYLIŚMY ODDECHEM MILIONÓW KTÓRZY URATOWALI OJCZYZNĘ |